# Endothenia hebesana
Endothenia hebesana es una especie de polilla del género Endothenia, categorizada en la tribu Olethreutini, de la subfamilia Olethreutinae.

## Distribución
Se distribuye por Estados Unidos.

## Taxonomía
Fue descrita por Walker en 1863 y publicada en (Sciaphila), List Specimens lepid. Insects Colln. Br. Mus 28: 342.